# La Môme vert-de-gris (film)
Cet article concerne le film. Pour l'article sur le roman, voir La Môme vert-de-gris (roman).
Pour plus de détails, voir Fiche technique et Distribution.
La Môme vert-de-gris est un film français réalisé par Bernard Borderie en 1952, sorti en salles en 1953.

## Synopsis
À propos d'une histoire d'or américain, l'agent du FBI Lemmy Caution prend la fausse identité de Perry Charles  Rice, intervient avec fougue et désinvolture à Casablanca, traque, démasque et confond le nommé Rudy Saltierra. Il se fait en même temps une alliée de Carlotta, surnommée « la môme vert-de-gris », qui était pourtant la maîtresse du bandit.

## Fiche technique
- Titre original : La Môme vert-de-gris
- Réalisation : Bernard Borderie
- Assistant réalisateur : André Smagghe
- Scénario : Bernard Borderie, Jacques Berland, d'après le roman La Môme vert-de-gris (Poison Ivy) de Peter Cheyney
- Décors : René Moulaert, assisté de Jacques Mély et Raymond Lemoigne
- Costumes : Marcel Desvignes (Robes)
- Photographie : Jacques Lemare
- Opérateur : Gaston Raulet, assisté de Mirot et Pastier
- Son : William-Robert Sivel, assisté de Van der Meeren et Pierre Zann
- Musique : Guy Lafarge - Arrangements de Nelly Marco
- Chanson : Seule dans la foule de Jeff Davis et Michel Emer
- Montage : Jean Feyte, assisté de Colette Lambert
- Cascades et bagarres : Henri Cogan
- Tournage du 24 novembre 1952 au 14 février 1953 dans les studios Photosonor ainsi qu'à l'Abbaye Notre-Dame du Val à Mériel, à Tanger et à Casablanca.
- Maquillage : Paule Déan
- Coiffures : Michèle Dumont
- Photographe de plateau : Guy André
- Script-girl : Charlotte Lefèvre
- Régisseur général : Henri Jacquillard
- Régisseur extérieur : A. Volper
- Accessoiriste : R. Le Moigne et R. Dieu
- Production : Raymond Borderie
- Directeur de production : René G. Vuattoux
- Administrateur de production : Charles Borderie
- Sociétés de production : CICC Films Borderie, La Société Nouvelle Pathé Cinéma
- Société de distribution : Pathé Consortium Cinéma
- Format : noir et blanc — 35 mm — 1,37:1 - Son Mono (Western Electric système sonore)
- Tirage et développement : Laboratoires L.T.C Saint-Cloud
- Trucage : LAX
- Avec le concours de la T.A.I (Transport Aériens Intercontinentaux)
- Durée : 97 min
- Genre : film policier
- Date de sortie : France : 27 mai 1953
- Affiches : André Bertrand, Jean Mascii (France)

## Distribution
- Eddie Constantine : Lemmuel Lemmy Caution, agent du F.B.I
- Dominique Wilms : Carlotta de La Rue, chanteuse dite : La môme vert-de gris
- Howard Vernon : Rudy Saltierra, chef de bande et amant de Carlotta
- Dario Moreno : Joé Madrigal, patron de cabaret
- Jean-Marc Tennberg : G.D.B, le journaliste toujours ivre
- Maurice Ronet : Mickey, le frère de Carlotta
- Nicolas Vogel : Kerts, un homme de Rudy
- Philippe Hersent : le commissaire
- Jess Hahn : le matelot-geôlier
- Gaston Modot : le premier inspecteur
- Monique Assaïta : la femme de chambre de Carlotta
- Paul Azaïs : le patron du bistrot
- Jack Ary : un homme de Rudy
- Anthony Carretier : le second inspecteur
- Roger Hanin : un homme de Rudy, sur le bateau
- Guy-Henry : Skendt, l'électricien
- Jo Dest : Harley Chase, l'Américain ruiné
- Jacqueline Noëlle : la serveuse de l'aéroport
- Jean-Marie Robain : Willie Freen, le secrétaire de Carlotta, assassiné
- Georges Wilson : M. Duncan (alias: Melander), l'homme assassiné dans la cabine téléphonique
- Don Ziegler : le directeur du F.B.I
- Henri Cogan : un copain de l'électricien
- Grégoire Gromoff : un marin sur le bateau
- Gianni Esposito : le capitaine du bateau
- René Hell : un inspecteur
- Lud Germain : le domestique de Harley Chase
- Raymond Meunier : le réceptionniste de l'hôtel
- Anne Bunning
- Noé Sigot
- Christine Chesnay
- Tony Jarvis
- André Jaud
- Jack Kennedy
- Spencer Teakle

## Adaptation au théâtre
Jean-Pierre Bastid adapte la pièce au théâtre de la Bastille en 1981.